# Lucien Bonnafé
Lucien Bonnafé (Fijac, 15 d'octubre de 1912 - La Ville-du-Bois, 16 de març de 2003) va ser un psiquiatre occità que va desenvolupar i aplicar un nou enfocament en l'atenció hospitalària.
La sectorització de l'atenció psiquiàtrica consisteix a fer-se càrrec del pacient en l'àmbit geogràfic proper al seu domicili. Mitjançant el desenvolupament d'estructures intermèdies extrahospitalàries, permet garantir la continuïtat assistencial en permetre que les persones romanguin fora dels murs.

## Biografia
L'any 1933, va ser membre del Flying Trapeze, un grup surrealista de Tolosa de Llenguadoc, en companyia de Gaston Massat, Elise Lazes, Jacques Matarasso, Gaspard Gomis i Jean Marcenac. Gràcies al seu carnet de ferrocarril amb el qual viatjava gratis, va ser emissari del seu grup als surrealistes parisencs. Així va conèixer de manera més particular André Breton, Max Ernst, Man Ray i René Crevel.
Entre 1939 i 1944, amb altres personalitats del Grup Gévaudan com ara Francesc Tosquelles, va desenvolupar les bases de la psicoteràpia institucional a l'hospital psiquiàtric de Sent Alban, a Losera. Va ser en aquest hospital, on s'amagaven molts jueus i resistents antifeixistes, que el novembre 1943 Paul Éluard es va refugiar amb la seva esposa Nusch. En aquest hospital, el poeta va quedar admirat per les obres dels pacients i en va portar algunes a París, donant-les a conèixer a Jean Dubuffet, interessat per l'art brut.
Després de la Segona Guerra Mundial, Bonnafé no va deixar de denunciar la mort de 40.000 pacients com Séraphine de Senlis i Sylvain Fusco que van ser exterminats en hospitals psiquiàtrics per fam i fred. El 1946 va participar al famós col·loqui de Bonneval organitzat per Enric Ey, amb Jacques Lacan, Julien Rouart i Sven Follin.
L'any 1994, Bonnafé va prologar l'obra Quelle psychiatrie pour notre temps? on es reprodueixen molts dels escrits de Louis Le Guillant (1900-1968), un investigador en psicologia i psiquiatria del treball.

## Obra publicada
- Dans cette nuit peuplée (en francès). Les Éditions sociales, 1977, p. 252. ISBN 2-209-05279-3.
- Psychiatrie populaire, par qui ? pour quoi ? ou Psychorama (en francès). Éditions du Scarabée, 1981, p. 220 (L'Ouverture psychiatrique). ISBN 2-7145-0034-X.
- (avec Patrick Tort) L'Homme, cet inconnu ? Alexis Carrel, Jean-Marie Le Pen et les chambres à gaz, Syllepse, 1991.
- Désaliéner (en francès). Presses universitaires du Mirail, 1992, p. 334 (Chemins cliniques). ISBN 2-85816-166-6.
- Le miroir ensorcelé (en francès). Syllepse, 2002, p. 334 (Utopie critique). ISBN 2-913165-60-5.
- Psychanalyse de la connaissance (en francès). Érès, 2002, p. 182 (Études, recherches, actions en santé mentale en Europe). ISBN 978-2-7492-0062-0., préface de Yves Buin, Guy Baillon ; postface de Franck Chaumon
- L'Extermination douce, de Max Lafont, éditions Le Bord de l'eau 2000 (rencontre avec Lucien Bonnafé) 40.000 malades mentaux morts de faim dans les hôpitaux sous Vichy.